# وانغ هان (مقدم تلفزيوني)
وانغ هان (بالصينية: 汪涵) هو مقدم تلفزيوني صيني، ولد في 7 أبريل 1974 في مدينة سوجو في الصين.